# Spiehlerweg

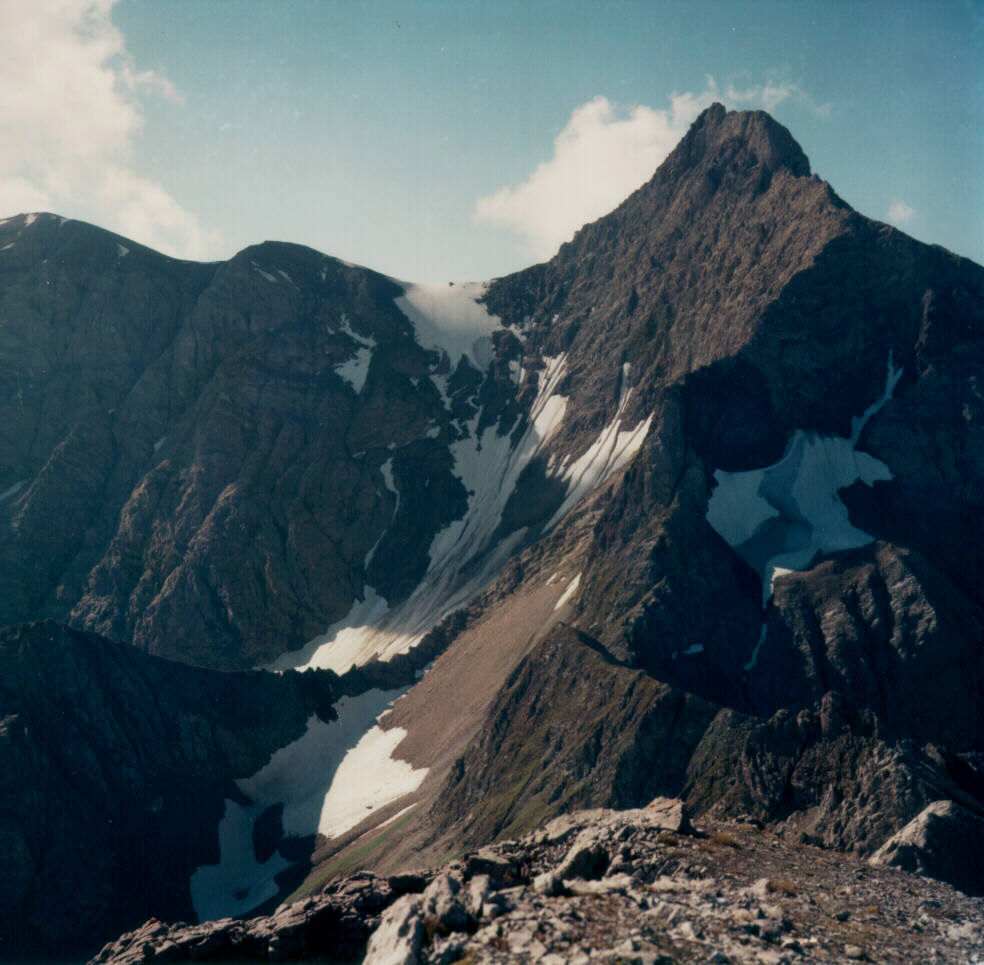
Patrolscharte, links davon der Gatschkopf, rechts die Parseierspitze. Die Schneefelder im unteren Teil des Bildes werden durch den Grat der Parseierscharte geteilt.

Der Spiehlerweg ist ein hochalpiner Steig in den Lechtaler Alpen, Tirol, Österreich. Er ist nach dem maßgeblichen Erschließer dieser Gebirgsgruppe Anton Spiehler benannt und verbindet die Memminger Hütte mit der Augsburger Hütte.
Die Gehzeit beträgt etwa fünf Stunden, der Aufstieg zur Patrolscharte erfolgt über Schrofen und ist über weite Strecken seilversichert.

## Wegverlauf
Beschrieben von der Memminger Hütte zur Augsburger Hütte: Zunächst auf einfachem Steig an den Seewiseen vorbei auf die Wegscharte, 2585 m. Nach einem steilen, mit Drahtseil gesicherten Abstieg von etwa 100 Höhenmetern weiter auf markiertem Steig im Bogen nach Südwesten Richtung Mittelrücken. Über die Parseierjoch (2560 m) genannte tiefste Stelle des Mittelrückens (Seilversicherungen) und weiter über die Reste des Patrolferners an die Steilschrofen der Patrolscharte. Über die Schrofen, lange Passagen seilversichert, auf die Patrolscharte (2845 m). Von hier auf guten Steigen entweder direkt durch die Gasillschlucht oder – empfehlenswert – über den Gatschkopf (2945 m) zur Augsburger Hütte. Insgesamt etwa 800 Höhenmeter im Auf- und Abstieg, je nachdem, ob der Gatschkopf „mitgenommen“ wird (100 Höhenmeter Mehraufwand).